# Istituto per la vigilanza sulle assicurazioni private
L'Istituto per la vigilanza sulle assicurazioni private e di interesse collettivo (nota con l'acronimo ISVAP) era un'autorità amministrativa indipendente italiana.

## Storia
Istituita con legge 12 agosto 1982 n. 576, è stata sostituita in tutti i suoi poteri e funzioni dall'Istituto per la vigilanza sulle assicurazioni (IVASS), con il decreto-legge 6 luglio 2012 n. 95, emanato dal Governo Monti nell'ambito delle politiche di revisione della spesa convertito in legge 7 agosto 2012 n. 135, che l'ha posta sotto la vigilanza della Banca d'Italia.

## Struttura
La struttura dell'ISVAP era rappresentata dal presidente, che esercita anche le funzioni di direttore generale, e il consiglio, costituito da sei componenti oltre al Presidente.
Il presidente dell'ISVAP aveva alle sue dipendenze:
- l'Ufficio del presidente e direttore generale,
- l'Internal Auditing,
- l'ufficio stampa.

Sotto tale organo troviamo il vice direttore generale ed il responsabile della direzione coordinamento giuridico.
Al vice direttore generale rispondono:
- la direzione coordinamento operativo,
- i servizi di vigilanza,
- l'ispettorato,
- i servizi risorse umane, studi e tutela degli utenti.

L'Isvap è organizzato in dodici servizi, articolati in sedici sezioni e sette uffici.
Il personale in servizio era di circa 350 persone (dati ISVAP al 2008).

## Funzioni
L'ISVAP svolgeva diverse funzioni, ora assorbite dall'IVASS, previste dal Codice delle assicurazioni private e dal d. lgs. 7 settembre 2005, n. 209. Negli anni novanta, nonché dall'art. 2 del decreto legislativo 13 ottobre 1998, n. 373, con cui vennero attribuite all'autorità tutte le funzioni in materia assicurativa che prima erano di competenza del Ministero dello Sviluppo Economico e del CIPE, rendendola così un'autorità indipendente dal Governo.
Funzioni principali dell'ISVAP erano:
- il controllo della gestione tecnica, finanziaria, patrimoniale e contabile delle imprese di assicurazione;
- la vigilanza sull'osservanza delle leggi e dei regolamenti in materia assicurativa da parte delle imprese e degli agenti;
- la rilevazione dei dati di mercato necessari per la formazione delle tariffe e delle condizioni di polizza;
- la redazione al Governo di una relazione annuale sulla politica assicurativa, un parere settoriale, proposte di risanamento presentate dalle società assicurative;
- la collaborazione con le altre autorità indipendenti, per assicurare il corretto esercizio delle rispettive funzioni;
- la partecipazione alla determinazione dell'indirizzo amministrativo del settore (L. 9 gennaio 1991, n. 20);
- l'autorizzazione all'esercizio dell'attività assicurativa (art. 4, d.P.R. 18 aprile 1994, n. 385);
- la vigilanza sulla trasparenza dell'offerta agli utenti (L. 5 marzo 2001, n. 57)
- la raccolta dei reclami presentati nei confronti delle imprese assicurative, il mantenimento di un registro dei reclami (circ. Isvap 518/D, 21/11/2003) per facilitare la soluzione delle questioni sottoposte attraverso interventi, provvedimenti e sanzioni nei confronti dei soggetti vigilati.

Oltre a questo, l'attuale IVASS monitora le richieste di risarcimento inoltrate a tutti gli istituti assicurativi in attività sul territorio italiano al fine di prevenire truffe e abusi. A tal fine dal 10 giugno 2016 ha attivato l’archivio integrato antifrode, un database a partire dal quale è possibile rilevare la ricorrenza di nominativi di privati e professionisti che con frequenza insolita sono coinvolti nelle diverse tipologie di sinistro.